# The Pitcher
The Pitcher är den svenske artisten Christian Kjellvanders femte studioalbum, utgivet 2013 på skivbolaget Tapete Records.
På albumet medverkar medlemmar ur Göteborgs Symfoniker. I en recension på sajten Allmusic jämfördes spåret "The Valley" med Bruce Springsteens Tunnel of Love och Richard Buckners Devotion + Doubt. Albumet som helhet jämfördes med Becks Sea Change, Brendan Perrys Eye of the Hunter, Mickey Newburys It Looks Like Rain och Tim Buckleys Lorca.

## Låtlista
Alla låtar är skrivna av Christian Kjellvander.
1. "The Mariner" – 5:30
2. "The Zenith Sunset" – 5:43
3. "The Trip" – 2:56
4. "The Woods" – 3:29
5. "The Field Before" – 0:59
6. "The Crow" – 4:27
7. "The Valley" – 3:50
8. "The Island" – 5:03
9. "The Bloodline" – 3:26

### LP-versionen
Sida A
1. "The Mariner" – 5:30
2. "The Zenith Sunset" – 5:43
3. "The Trip" – 2:56
4. "The Woods" – 3:29
5. "The Field Before" – 0:59

Sida B
1. "The Crow" – 4:27
2. "The Valley" – 3:50
3. "The Island" – 5:03
4. "The Bloodline" – 3:26

## Medverkande
Musiker
- Pelle Appelin – violin
- Tias Carlson – Fender Twin Reverb, gitarr (Rickenbacker)
- Henrik Edström Wirdefeldt – viola
- Bo Eklund – kontrabas
- Per Ivarsson – trumpet
- Christian Kjellvander – gitarr, sång
- Petra Lundin – cello
- Henrik Nordqvist – klarinett
- Fredrik Normark – Zildjian
- Samuel Runsteen – violin
- Martin Schaub – arrangör
- Craig Schumacher – Hammond B3
- Robert Svensson – trombon

Övriga
- JJ Golden – Mastering
- Urban Gyllström – omslag
- Christian Kjellvander – ljudtekniker, mixning

## Mottagande
Albumet har medelbetyget 3,8/5 på Kritiker.se, baserat på fjorton recensioner. Allmusic gav betyget 4/5.

## Listplaceringar
| Lista (2013) | Topplacering |
| ------------ | ------------ |
| Sverige      | 19           |